# Unitats de Protecció Popular
Les Unitats de Protecció Popular (UPP) (kurd: Yekîneyên Parastina Gel, YPG; àrab: وحدات حماية الشعب, Wihdat Himayah ash-Sha'ab) són la facció armada oficial de Comitè Suprem Kurd de Rojava. La milícia és l'ala armada del Partit de la Unió Democràtica (PUD) i està agermanat al Partit dels Treballadors del Kurdistan. El grup ha pres una posició defensiva, lluitant contra qualsevol grup que intenti portar la Guerra civil siriana a les àrees de població kurda.
El PUD i el Comitè Suprem Kurd van fundar el grup després dels enfrontaments de Qamishli de 2004, però no va ser fins quasi deu anys després que no s'activà. Fruit de la signatura de l'acord d'Arbil entre el PUD i el Consell Nacional Kurd, l'ala armada esdevingué sota el comandament del Comitè Suprem Kurd, tot i que a la pràctica és la facció armada del PUD— i és el responsable del manteniment de l'ordre i la protecció de les vides dels residents als barris kurds.
Les UUP estan compostes per homes i dones de diverses comunitats de la regió kurda de Síria. Les UPP es consideren una milícia popular democràtica i celebra comicis interns per a escollir els seus comandants. Si bé és cert que la composició és predominantment kurda, el grup ha anat atraient un nombre cada vegada major d'àrabs, incloent-hi milicians desafectes a la principal corrent opositora, així com nadius de poblats àrabs i mixtos en territori controlat per les UPP que veuen el grup com la millor garantia per la seguretat regional. Un nombre important de cristians no-kurds també lluita a les files de les UPP, tenint aquests lligams estrets amb la milícia assíria Sutoro i el Consell Militar Siríac. Les UPP són conegudes pel gran nombre de dones combatents.
A la darreria de juliol de 2012, expulsaren les forces de seguretat governamentals de la ciutat de Kobani i prengueren Amuda i Afrin. El desembre de 2012, les UPP consistien en vuit brigades. Algunes d'aquestes brigades operen a Afrin, Qamixli i Kobani.
Després de l'expulsió d'un grup de gihadistes de la ciutat fronterera síria de Ras al-Ayn, el conflicte entre les UPP i els islamistes ha anat en augment.
El 2014, col·laboraren amb l'Exèrcit Lliure Sirià (ELS) per tal de lluitar contra l'Estat Islàmic a la governació d'Ar-Raqqah. Les UPP també van actuar en operacions amb múltiples faccions de l'ELS anomenades Volcà de l'Eufrates. Les UUP d'Al-Hasakah van cooperar amb el règim d'Al-Àssad per donar resposta a l'ofensiva de l'Estat Islàmic contra la ciutat.

## Voluntaris internacionals
L'octubre de 2014, un mínim de dos ciutadans estatunidencs es varen unir a les UPP com a voluntaris.